# Designazione provvisoria degli asteroidi
In astronomia, la designazione provvisoria degli asteroidi consiste in un insieme di convenzioni volte ad attribuire un nome standard agli asteroidi di recente scoperta, in attesa che l'Unione Astronomica Internazionale proponga un nome definitivo, oppure che i parametri orbitali del corpo vengano ricavati con maggiore precisione, o che la sua scoperta venga confermata da una fonte indipendente rispetto alla prima.

## Convenzioni di nomenclatura

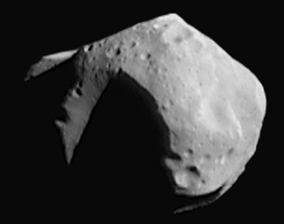
L'asteroide 253 Mathilde.

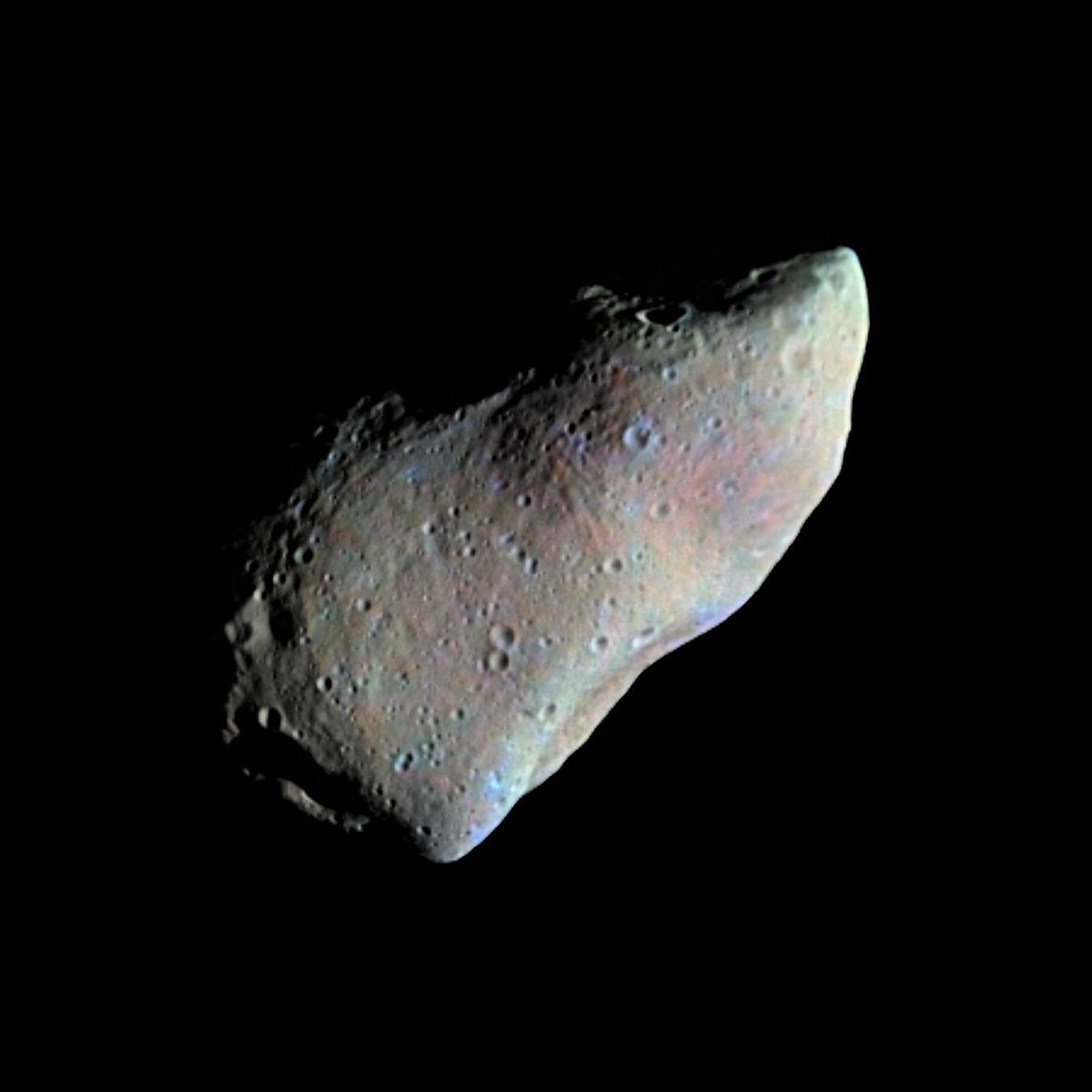
L'asteroide 951 Gaspra.

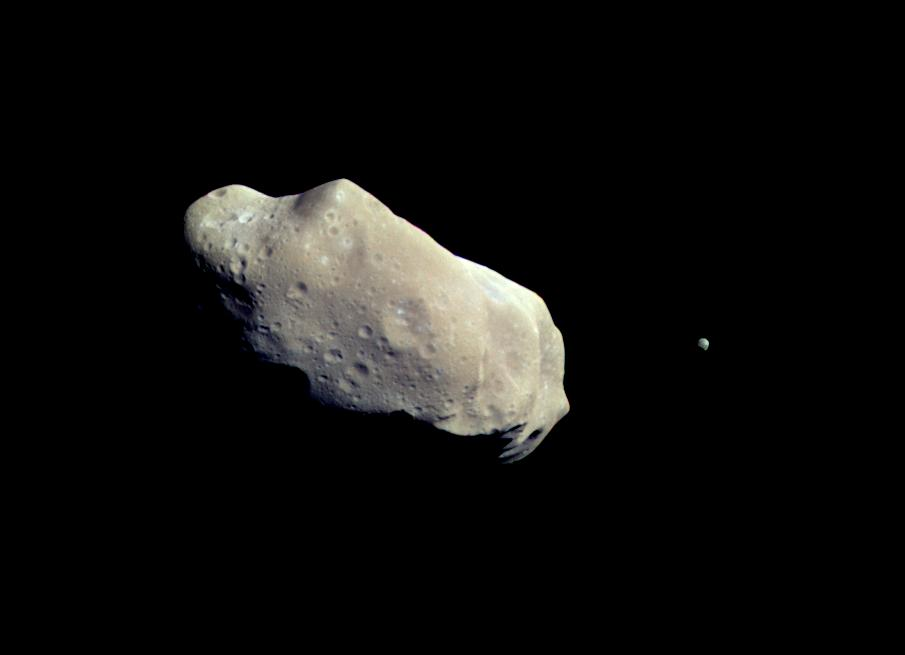
L'asteroide 243 Ida con il suo satellite.

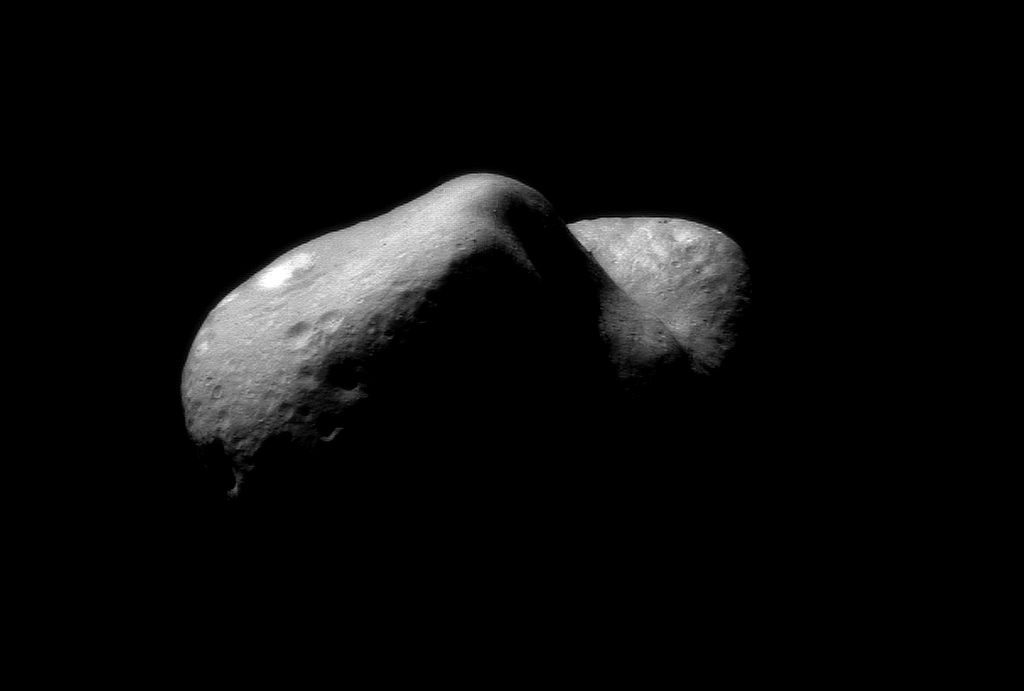
L'asteroide 433 Eros.

Le convenzioni correnti di nomenclatura asteroidale furono enunciate per la prima volta sulla rivista Astronomische Nachrichten nel 1911. La rivista si incaricò di dare un numero progressivo ai nuovi asteroidi all'atto della ricezione dell'annuncio della scoperta, e previde la possibilità di individuare un nome solo dopo che i parametri orbitali fossero stati stabiliti con una certa precisione.
L'attuale sistema di designazioni provvisorie degli asteroidi è in vigore dal 1925, e sostituisce tutte le precedenti convenzioni, rese obsolete dall'aumento esponenziale del numero di corpi scoperti.

### Le convenzioni precedenti
I primi asteroidi ricevettero nomi provenienti dalla mitologia, secondo le stesse convenzioni che regolavano la nomenclatura planetaria: è il caso di Cerere, Pallade, Giunone e Vesta, cui fu anche assegnato un simbolo astronomico specifico.
Nel 1851, quando ormai gli asteroidi scoperti erano nell'ordine delle decine, l'astronomo tedesco Johann Franz Encke espose nel Berliner Astronomisches Jahrbuch (BAJ) la sua proposta per un sistema organico di convenzioni di nomenclatura: egli numerò tutti gli asteroidi sino a quel momento scoperti, a partire da (1) Ceres, fino a (15) Eunomia. Da questo momento tutti gli asteroidi ricevettero un numero progressivo, sebbene ad alcuni si preferì assegnare anche un nuovo simbolo astronomico (è il caso di 28 Bellona, 35 Leukothea e 37 Fides; altri simboli, come quelli di 16 Psiche, 17 Teti, 26 Proserpina e 29 Anfitrite, non entrarono mai nell'uso comune, e compaiono solo nei documenti relativi alla loro scoperta).

### L'evoluzione del sistema attuale
Inizialmente si decise di attribuire ad ogni asteroide di nuova scoperta un codice alfanumerico composto dall'anno di scoperta seguito da una lettera progressiva, che indicava l'ordine di scoperta; la I o talvolta la J erano omesse dalla sequenza. A partire dal 1893 si rese necessario ricorrere all'uso delle doppie lettere (da AA ad AZ, da BA a BZ, e così via) per ovviare all'aumento del numero delle scoperte; il codice alfabetico fu svincolato dall'anno di scoperta (ovvero la sequenza non ripartiva da AA al termine dell'anno), così che a 1893 AP fece seguito 1894 AQ, e così via. Quando nel 1916 venne raggiunta la sigla 1916 ZZ si preferì ripartire, con l'asteroide successivo, da 1916 AA.
Fra gli altri svantaggi, questo sistema prevedeva convenzioni particolarmente complesse qualora si rendesse necessario inserire nuove scoperte all'interno della sequenza; si preferiva in questi casi ricorrere alle lettere minuscole, che tuttavia rendevano la nomenclatura asteroidale estremamente simile a quella cometaria (anch'essa oggi in disuso), o all'alfabeto greco.

### Il sistema attuale
Nel 1925 fu introdotto un sistema di nomenclatura più organico, che affiancava all'anno di scoperta un insieme di due lettere: la prima indicava il mese della scoperta (la prima metà di gennaio era indicata da una A, la seconda metà da una B, la prima metà di febbraio da una C, e così via); la seconda indicava la progressione delle scoperte. Ad esempio, l'ottavo asteroide scoperto nella seconda metà del marzo 1950 ricevette la designazione provvisoria 1950 FH.
Nel caso il numero di scoperte all'interno del mezzo mese corrente ecceda le 25 lettere disponibili (ad eccezione della I), la sequenza alfabetica riparte e le viene affiancato un numero in pedice. Ad esempio, all'asteroide 2004 AZ segue 2004 AA1, quindi 2004 AB1, e così via; al termine della metà mese caratterizzata dalla lettera A, la sequenza riparte e l'asteroide successivo riceve la designazione 2004 BA.
Ad esempio Sedna, uno dei corpi rocciosi più massicci del sistema solare esterno, ha ricevuto la designazione provvisoria 2003 VB12; è stato cioè il 302º oggetto scoperto nella prima metà di novembre 2003 (la B indica che è il secondo della serie corrente; le precedenti 12 serie erano composte da 25 asteroidi ciascuna; 2+12*25=302). Similmente, Issione ha ricevuto la designazione provvisoria 2001 KX76, a significare che si è trattato del 1923º asteroide scoperto nella seconda metà di maggio 2001.

## Eccezioni
Gli asteroidi scoperti nel corso di particolari ricognizioni sono stati designati attraverso un numero progressivo (che indica l'ordine di scoperta all'interno di quella particolare ricognizione), seguito da un identificatore:
- P-L - Palomar-Leiden Survey (1960)
- T-1 - First Trojan Survey (1971)
- T-2 - Second Trojan Survey (1973)
- T-3 - Third Trojan Survey (1977).

Ad esempio il 2040º asteroide scoperto nel corso del Palomar-Leiden Survey è noto come 2040 P-L. La maggior parte di questi asteroidi ha in seguito ricevuto un numero sequenziale e una designazione definitiva.

## Designazione definitiva
Una volta che l'orbita dell'asteroide è univocamente determinata e la sua posizione futura può essere predetta con sufficiente precisione (generalmente ciò avviene dopo che il corpo viene osservato per 4 o più opposizioni) questo riceve dall'UAI un numero sequenziale  e che, indicato tra parentesi, diviene parte del nome precedendo la designazione provvisoria sopra indicata (come ad esempio (15874) 1996 TL66 o (55636) 2002 TX300). Per alcuni oggetti definiti "inusuali", la numerazione può eccezionalmente avvenire anche prima delle 4 osservazioni.
A valle della numerazione definitiva, lo scopritore viene invitato suggerire un nome per l'asteroide insieme ad una breve citazione che spieghi le ragioni della proposta, in accordo con le linee guida dell'UAI riguardo alla nomenclatura. Il nome così ricevuto va quindi a sostituire completamente la designazione provvisoria rimasta nel nome, mentre le parentesi relative al numero sequenziale possono anche essere eventualmente omesse (vedasi ad esempio 433 Eros o 90377 Sedna).

## Satelliti asteroidali
La designazione provvisoria dei satelliti asteroidali è analoga a quella dei satelliti planetari; alla lettera identificativa del pianeta va tuttavia sostituito il numero progressivo di scoperta dell'asteroide madre, compreso fra parentesi. Ad esempio Romolo, satellite naturale di 87 Sylvia, era stato inizialmente denominato S/2001 (87) 1.